# 카무플라주 (노래)
〈카무플라주〉(일본어: カムフラージュ)는 일본의 가수 타케우치 마리야의 27번째 싱글 앨범으로, 1998년 11월 18일 발매되었다. (8cm CD: WPDV-7180) 이전 싱글 〈론리 우먼〉으로부터 2년만에 발표되었으며, 곡의 작사와 작곡을 타케우치 마리야가, 편곡을 야마시타 타츠로가 맡았다. 이 싱글은 양A면으로 발매된 싱글로 다른 한 곡은 〈Winter Lovers〉이다. 이 곡의 작사, 작곡, 편곡자는 동일하다. 양A면으로 제작된것에 걸맞게 표지 역시 디자인되었다. 앞면이 〈카무플라주〉 표지고, 뒷면이 〈Winter Lovers〉의 표지이며, 앞면과 뒷면의 디자인이 완전히 상이하다.
타케우치가 이 작품으로 본인의 경력에서 "처음"이라 할 수 있는 것들이 두 가지 있다. 우선 이 곡은 그녀가 데뷔한지 19년 11개월 만에 처음으로 오리콘 싱글 차트 1위를 기록한 곡이자 유일한 1위 곡이다. 그 전까지 가장 높은 순위였던 타케우치의 곡은 1989년 발표한 18번째 싱글 〈싱글 어게인〉의 2위 기록이다. 또한 처음으로 타케우치의 뮤직 비디오 (PV)를 촬영해 제작했던 싱글이기도 하다.

## 수록곡
| #  | 제목                                     | 작사            | 작곡            | 편곡            | 재생 시간 |
| -- | ---------------------------------------- | --------------- | --------------- | --------------- | --------- |
| 1. | 〈〈카무플라주〉〉 (カムフラージュ)      | 타케우치 마리야 | 타케우치 마리야 | 야마시타 타츠로 |           |
| 2. | 〈〈Winter Lovers〉〉                    | 타케우치 마리야 | 타케우치 마리야 | 야마시타 타츠로 |           |
| 3. | 〈〈카무플라주〉〉 (Original Karaoke)    |                 |                 |                 |           |
| 4. | 〈〈Winter Lovers〉〉 (Original Karaoke) |                 |                 |                 |           |